# 6129 Demokritos
6129 Demokritos eller 1989 RB2 är en asteroid i huvudbältet som upptäcktes den 4 september 1989 av den belgiske astronomen Eric W. Elst vid Haute-Provence-observatoriet. Den är uppkallad efter den grekiske filosofen Demokritos.
Asteroiden har en diameter på ungefär 17 kilometer och den tillhör asteroidgruppen Dora.